# مجلس فنلاند
ادوسکونتا (Suomen eduskunta) مجلس فنلاند است. فنلاند تنها یک مجلس دارد که این مجلس دارای ۲۰۰ عضو است. جلسات مجلس فنلاند معمولاً در ساختمان مجلس واقع در هلسینکی برگزار می‌شود. آخرین انتخابات مجلس در تاریخ ٢ آوریل ٢٠٢٣ برگزار شد.